# Mike Montgomery
Mike Montgomery, (nacido el 27 de febrero de 1947 en Long Beach, California) es un entrenador de baloncesto estadounidense con más de 35 años de experiencia en la NCAA., además estuvo durante 2 años entrenando a los Golden State Warriors.

## Trayectoria
- Coast Guard Academy (1969-1970) (Aydte)
- Universidad de Colorado (1970-1971) (Aydte)
- The Citadel (1971-1972) (Aydte)
- Universidad de Florida (1972-1973) (Aydte)
- Universidad de Boise State (1973-1976) (Aydte)
- Universidad de Montana (1976-1978) (Aydte)
- Universidad de Montana (1978-1986)
- Universidad de Stanford (1986-2004)
- Golden State Warriors (2004-2006)
- Universidad de California en Berkeley (2008-)